# Jean-Michel Marchetti
Pour les articles homonymes, voir Marchetti.
Jean-Michel Marchetti est un peintre et photographe français né le 27 avril 1952 à Cormeilles-en-Parisis (Val-d'Oise)[réf. nécessaire].

## Biographie
Jean-Michel Marchetti vit dans le Loir-et-Cher depuis 2006.

## Expositions récentes
- Galerie Hervé Courtaigne, 53 rue de Seine, Paris, 2015, peintures
- Galerie Omnibus, Besançon, 2015, peintures
- Abbaye de Baume-les-Dames, 2016, peintures (avec Michel Butor)
- Bibliothèque nationale, La Havane, Cuba, peintures et livres, mai 2016
- Alliance française, La Havane, avril 2016, autoportraits photographiques (avec René Pena Gonzalez)
- Musée du Rhum, La Havane, avril 2016, photographies de musiciens du Buena Vista Social Club
- Église romane de Molezon, Lozère, juillet-août 2016, peintures (avec Bernard Noël)
- Maison Fusier, Ferney-Voltaire, octobre 2016, peintures (avec Bernard Noël)
- Galerie Hervé Courtaigne, Paris, 6 avril/6 mai 2017, peintures
- Galerie Arts 06, Nice, novembre 2018-janvier 2019
- Galerie Papiers d'Art, 30 rue Pastourelle, 75003, Paris, février-

## Ouvrages

### D'après ses œuvres
- Les Autoportraits de Jean-Michel Marchetti, texte de Charles Juliet, Æncrages & Co, 2005
- Collectif, Nue : treize textes courts d'après une photographie de Jean-Michel Marchetti, La Dragonne, 2002 - textes de Jean-Claude Pirotte, Bernard Noël, Philippe Claudel et alii.

### Illustrations
- Le Café de l'Excelsior, de Philippe Claudel, La Dragonne, 1999  (ISBN 978-2-913465-02-2)
- MW, M2W, MW 3, M4W, MBW, de Robert Wyatt, Aencrages & co. 1997-2002
- Le Vide après tout, 29 poèmes de Bernard Noël, La Dragonne, 2003
- Flaques, d'Antoine Emaz, éd. Centrifuges, 2013  (ISBN 978-2-9544587-3-1)
- Un deuil, de Hubert Lucot, L'Attentive, 2014
- Quelques regards, de Bernard Noël, La Dragonne, 2016
- Ce pli ouvert, de Françoise Hàn, Brémond, 2016
- Mûrier triste dans le Printemps arabe, de Tahar Bekri, Al Manar, 2016
- 90, de Michel Butor, Æncrages & co, 2016
- Zone inondable, de François Heusbourg, Aencrages & co, 2017
- Le Dernier Niveau, de Bernard Noël, éditions Centrifuges, 2017
- A vous de jouer, de Pierre Bergounioux, éditions Centrifuges, 2019
- Possibles, de Pierre Bergounioux, Aencrages & co, 2018
- L'air cicatrise vite, de Jean-Louis Giovannoni, Éditions Unes, 2019
- Lundi, de Pierre Bergounioux, une peinture, éditions Galilée, 2019
- La Donation de sens, avec Pierre Bergounioux, 77 textes pour 76 peintures, L'atelier du grand tétras éditions, 2023

Depuis 2008, il a participé à de nombreux « livres pauvres » avec Bernard Noël, Michel Butor, Pierre Bergounioux, Hubert Lucot, Armand Dupuy, Joel Bastard, Daphnée Bitchatch, Stéphane Branger, Odile Fix, etc.